# Zębowice (gmina)
Zębowice (niem. Zembowitz) – gmina wiejska w województwie opolskim, w powiecie oleskim. W latach 1975–1998 gmina położona była w dawnym województwie opolskim. W 2007 roku w gminie wprowadzono język niemiecki jako język pomocniczy. Siedziba gminy to Zębowice.
Według danych z 30 czerwca 2006 gminę zamieszkiwało 4090 osób. Natomiast według danych z 31 grudnia 2019 roku gminę zamieszkiwało 3631 osób.
W wyborach parlamentarnych w 2007 w gminie Zębowice jako jedynej komitet „Mniejszość Niemiecka” uzyskał ponad połowę głosów (50,15%).

## Struktura powierzchni
Według danych z roku 2002 gmina Zębowice ma obszar 95,81 km², w tym:
- użytki rolne: 34%
- użytki leśne: 62%

Gmina stanowi 9,84% powierzchni powiatu.

## Demografia
Dane z 30 czerwca 2006:
| Opis                              | Ogółem | Ogółem | Kobiety | Kobiety | Mężczyźni | Mężczyźni |
| --------------------------------- | ------ | ------ | ------- | ------- | --------- | --------- |
| jednostka                         | osób   | %      | osób    | %       | osób      | %         |
| populacja                         | 4090   | 100    | 2041    | 49,9    | 2049      | 50,1      |
| gęstość zaludnienia (mieszk./km²) | 42,7   | 42,7   | 21,3    | 21,3    | 21,4      | 21,4      |

Według Narodowego Spisu Powszechnego Ludności i Mieszkań z 2002 Gmina Zębowice jest gminą o największym udziale osób narodowości niemieckiej w ogóle mieszkańców (43,95%) spośród wszystkich polskich gmin. Liczba mieszkańców deklarujących narodowość niepolską (głównie niemiecką i śląską) wyniosła 2518 (59%), narodowość polską zadeklarowało zaś 1645 osób.

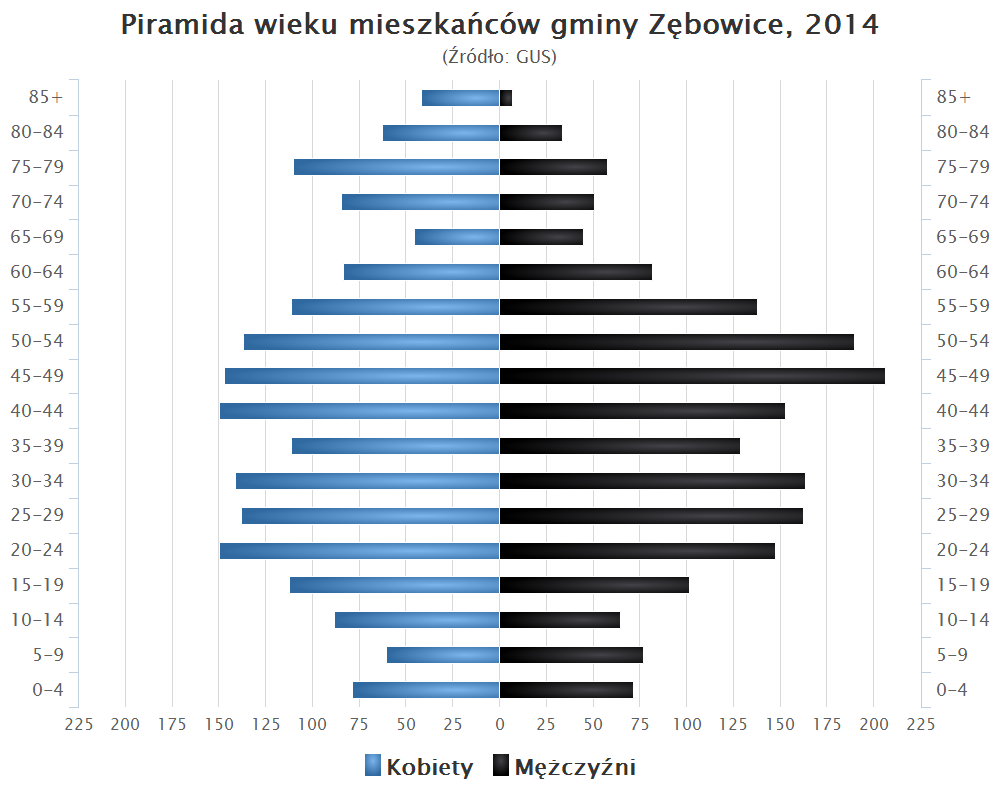
Piramida wieku mieszkańców gminy Zębowice w 2014 roku

## Sołectwa
Kadłub Wolny, Knieja, Łąka, Osiecko, Poczołków, Prusków, Radawie, Siedliska, Zębowice.

## Integralne części wsi
Bąkownia, Borowiany, Borownica, Draganie, Kopalina, Kosice, Łąki, Malinów, Młynek, Nowa Wieś, Osina, Piłat, Radawka, Rosocha, Sośnie, Wierzchowina, Wypychów, Zawada.

## Sąsiednie gminy
Dobrodzień, Lasowice Wielkie, Olesno, Ozimek, Turawa